# CentralStationCRM
CentralStationCRM ist eine cloud-basierte Customer-Relationship-Management-Software der Kölner Firma 42he GmbH, die insbesondere für KMU (kleine und mittlere Unternehmen), Start-up-Unternehmen und Vereine entwickelt wurde. Gleichberechtigte Gründer und aktuelle Geschäftsführer des im Jahr 2010 gegründeten Unternehmens sind Axel von Leitner und Moritz Machner, die neben der CRM-Software CentralStationCRM u. a. das Online-Reservierungstool CentralPlanner und das Ticketsystem Central Desk entwickelt haben. Mittlerweile ist das Unternehmen auf 15 Mitarbeiter gewachsen.

## Entstehung und Verbreitung
Zu Beginn wurde CentralStationCRM am Deutschen Markt eingeführt, seit Ende 2016 gibt es die CRM-Software aber ebenfalls für den Englisch- und Spanischsprachigen Raum. Das hinter CentralStationCRM stehende Unternehmen 42he ist komplett eigenfinanziert und verzichtet seit seiner Gründung gänzlich auf externe Gelder und Investoren.

## Technische Infrastruktur
Das CRM-System CentralStationCRM wurde primär mit Ruby on Rails geschrieben und ist eine rein webbasierte SaaS-Lösung (Software as a Service), die somit nicht lokal bzw. On Premise installiert werden muss. Sämtliche personenbezogenen Daten wie Adress- oder Kontaktdaten werden dabei in der Cloud auf in Deutschland stehenden Servern gespeichert und somit unter dem Deutschen Bundesdatenschutzgesetz verwaltet. Um die Verfügbarkeit der Software zu optimieren, sind Kernkomponenten wie Internetzugang, gespiegelte Festplatten (RAID) oder die Stromversorgung (USV) mehrfach redundant.
Die Nutzung der CRM-Software selbst erfolgt aufgrund ihrer Natur als SaaS-Lösung über einen beliebigen Webbrowser und ist damit unabhängig vom Betriebssystem, dem Gerät oder dem Aufenthaltsort des Nutzers. Die Datenübertragung wird mittels einer SSL-Verschlüsselung (265 Bit) gesichert.

## Produktvarianten und Versionen
CentralStationCRM wird ohne Mindestlaufzeiten auf monatlicher Basis lizenziert. Die buchbaren Pakete unterscheiden sich in der Anzahl der Nutzer, der speicherbaren Kontakte und dem zur Verfügung stehenden Speicherplatz. Neben zahlungspflichtigen Paketen bietet das Unternehmen ebenfalls eine kostenlose Variante, die zwar nicht im Funktionsumfang, dafür aber beim Speicherplatz sowie der Kontakt- und Nutzerzahl eingeschränkt ist.
Die aktuelle Version von CentralStationCRM hat im April 2018 ein grundlegendes Update erfahren, welches das Betriebssystem der CRM-Software beschleunigt und neben einer verbesserten Übersicht bestehende Features überarbeitet und neue Funktionen ergänzt hat.

## Schnittstellen und Integrationen
CentralStationCRM besitzt eine API-Programmierschnittstelle, über die Benutzer andere Programme an die CRM-Software anbinden können. Diese Schnittstelle ist zustandsbehaftet nach dem REST-Model. Die Kommunikation findet verschlüsselt über das HTTPS-Protokoll statt und die eigentlichen Daten werden im JSON-Format übertragen. Darüber hinaus verfügt das CRM-System u. a. über Integrationen zu Mailprogrammen wie Microsoft Outlook oder Mail (Apple), zu Newsletter-, Buchhaltungs- und Leadgenerierungs-Software, sowie zur Karriereplattform XING.

## Preise und Auszeichnungen
- 2018: Gewinner des ALSO Startup-Awards[10]
- 2011: Gewinner des “Innovationspreis IT” in der Kategorie “CRM”[11][12]